# Will Mackenzie
Will Mackenzie (Providence, 24 de julio de 1938) es un director de televisión y actor estadounidense.

## Biografía
Mackenzie nació en Providence, Rhode Island el 24 de julio de 1938. Inició su carrera como actor de teatro, participando en algunas producciones de Broadway desde mediados de la década de 1960. Más adelante, se desempeñó como director de teatro y como actor en algunas series de televisión.
Como director de televisión, registró créditos en más de sesenta seriados, entre los que destacan Family Ties, Luz de luna, Remington Steele, Everybody Loves Raymond, Scrubs y My Wife and Kids.
Durante su carrera obtuvo seis nominaciones a los Premios Emmy por su trabajo en dirección en las series Scrubs, Luz de luna, Family Ties y Everybody Loves Raymond.De igual manera, obtuvo tres Premios del Sindicato de Directores, dos por Luz de luna y uno por Family Ties. 